# Виваро (Бјела)
Виваро је насеље у Италији у округу Бијела, региону Пијемонт.
Према процени из 2011. у насељу је живело 10 становника. Насеље се налази на надморској висини од 560 м.